# Plata (Lajas)
Plata es un barrio ubicado en el municipio de Lajas en el Estado Libre Asociado de Puerto Rico. En el Censo de 2010 tenía una población de 2620 habitantes y una densidad poblacional de 160,62 personas por km².

## Geografía
Plata se encuentra ubicado en las coordenadas 18°1′13″N 66°59′9″O / 18.02028, -66.98583. Según la Oficina del Censo de los Estados Unidos, Plata tiene una superficie total de 16.31 km², de la cual 16.25 km² corresponden a tierra firme y (0.38%) 0.06 km² es agua.

## Demografía
Según el censo de 2010, había 2620 personas residiendo en Plata. La densidad de población era de 160,62 hab./km². De los 2620 habitantes, Plata estaba compuesto por el 85.95% blancos, el 5.73% eran afroamericanos, el 0.23% eran amerindios, el 6.76% eran de otras razas y el 1.34% pertenecían a dos o más razas. Del total de la población el 99.47% eran hispanos o latinos de cualquier raza.